# Европейски ден в памет на жертвите на сталинизма и нацизма
Европейският ден в памет на жертвите на сталинизма и нацизма (известен също и като Ден на черната панделка), който се отбелязва на 23 август, бе определен от Европейския парламент през 2008/2009 като „общоевропейски ден за почитане на паметта на жертвите на всички тоталитарни и авторитарни режими, които да бъдат почетени с достойнство и безпристрастно“, и се отбелязва всяка година от институциите на Европейския съюз от 2009 г. насам.
На тази дата през 1939 година Германия и Съветският съюз сключват договор за ненападение, известен като „Пакта Молотов-Рибентроп“. Към договора е приет и секретен протокол, в който са определени т.нар. „сфери на влияние“ и окупационни зони. На практика пактът между Хитлер и Сталин подготвя Втората световна война и последвалата я Студена война.
За първи път предложението датата 23 август да се чества като Ден на жертвите на сталинизма и нацизма е направено през юни 2008 г. на конференцията „Европейската съвест и комунизма” в Прага. На форума се приема т. нар. Пражка декларация.
„Европа е отговорна за възникването на тоталитарните идеологии“, заяви бившият чешки президент Вацлав Хавел на провелата се на 2 юни в Прага международна конференция "Съвестта на Европа и комунизмът”. На нея бе приета декларация до институциите на ЕС за обявяване на възпоменателната дата 23 август за Европейски ден на жертвите на тоталитаризма. 
В документа, подписан от самия Вацлав Хавел, депутати на Европейския парламент и на Чешкия парламент, историци, политически затворници, учени, писатели и дисиденти, се призовава за международно осъждане не само на нацистките престъпления, но и престъпленията на комунизма. В декларацията се предлага именно датата на подписването на съглашението между Хитлер и Сталин да е ден за възпоменание на жертвите на нацистките и комунистическите тоталитарни режими. През септември 2008 г. Европейският парламент прие декларация с предложение за обявяването на 23 август за Европейски ден за възпоминание на жертвите на престъпленията на сталинизма и нацизма. В декларацията се посочва още, че точно Пактът Молотов-Рибентроп, сключен между Съветския съюз и Германия, е разделил Европа на две сфери на влияние чрез своите секретни допълнителни протоколи.
В България на 27 ноември 2009 г. Народното събрание гласува решение, с което 23 август е обявен за Ден на памет за престъпленията на националсоциалистическите, комунистическите и другите тоталитарни режими и за почитане паметта на жертвите на тези режими. Първото честване на този ден в България е на 23 август 2010 година.